# Esquerdes de Rotjà
Les Esquerdes de Rotjà sont une barre rocheuse située dans les Pyrénées-Orientales, en France. Elles constituent un corridor biologique entre le massif du Canigou et le reste des Pyrénées.
Les Esquerdes de Rotjà (littéralement « fissures de Rotjà » en catalan) forment la limite entre les communes de Py et Prats-de-Mollo-la-Preste, soit entre les régions naturelles et historiques de Conflent et Vallespir.
Longues d'environ 5 km, elles sont délimitées à l'ouest par la portella de Rotjà (2 374 m), où se trouve un refuge, et à l'est par la Collada de Roques Blanques (2 252 m), sans dépasser les 2 400 m d'altitude, à l'exception d'un sommet  (2 418 m situé proche de la portella de Rotjà).
Cette barre rocheuse se trouve le long de la ligne de partage des eaux entre les vallées de la Rotjà et du Tech.
Les Esquerdes sont constituées d'un filon de quartz, large de 20 à 30 mètres, qui a été mis en place en profondeur dans le granite de Costabonne (Hercynien). Il a été estimé que le quartz a précipité à partir d'un fluide hydrothermal à une température de 280 degrés ou plus, à une profondeur de 4 kilomètres ou plus.
Il s'agit du plus important des filons de quartz qui traversent approximativement d'est en ouest le vaste massif du Canigou-Carança (un massif de gneiss et granite hercynien),. Comme beaucoup de ces autres filons de quartz, il suit le tracé d'une faille normale. Cependant, la relation exacte entre la ligne de faille et la mise en place du quartz reste à établir fermement, tout comme la date de la mise en place. Pour l'instant, une date du Permien inférieur (c. 290 Ma, vers la fin de l'orogenèse hercynienne) semble être l'hypothèse la plus privilégiée.
Le quartz et le granite environnant ont depuis été soulevés par des forces tectoniques et mis à nu par l'érosion. Le quartz, un minéral extrêmement dur, est encore plus résistant à l'érosion que le granite, et il se détache donc de ce dernier.

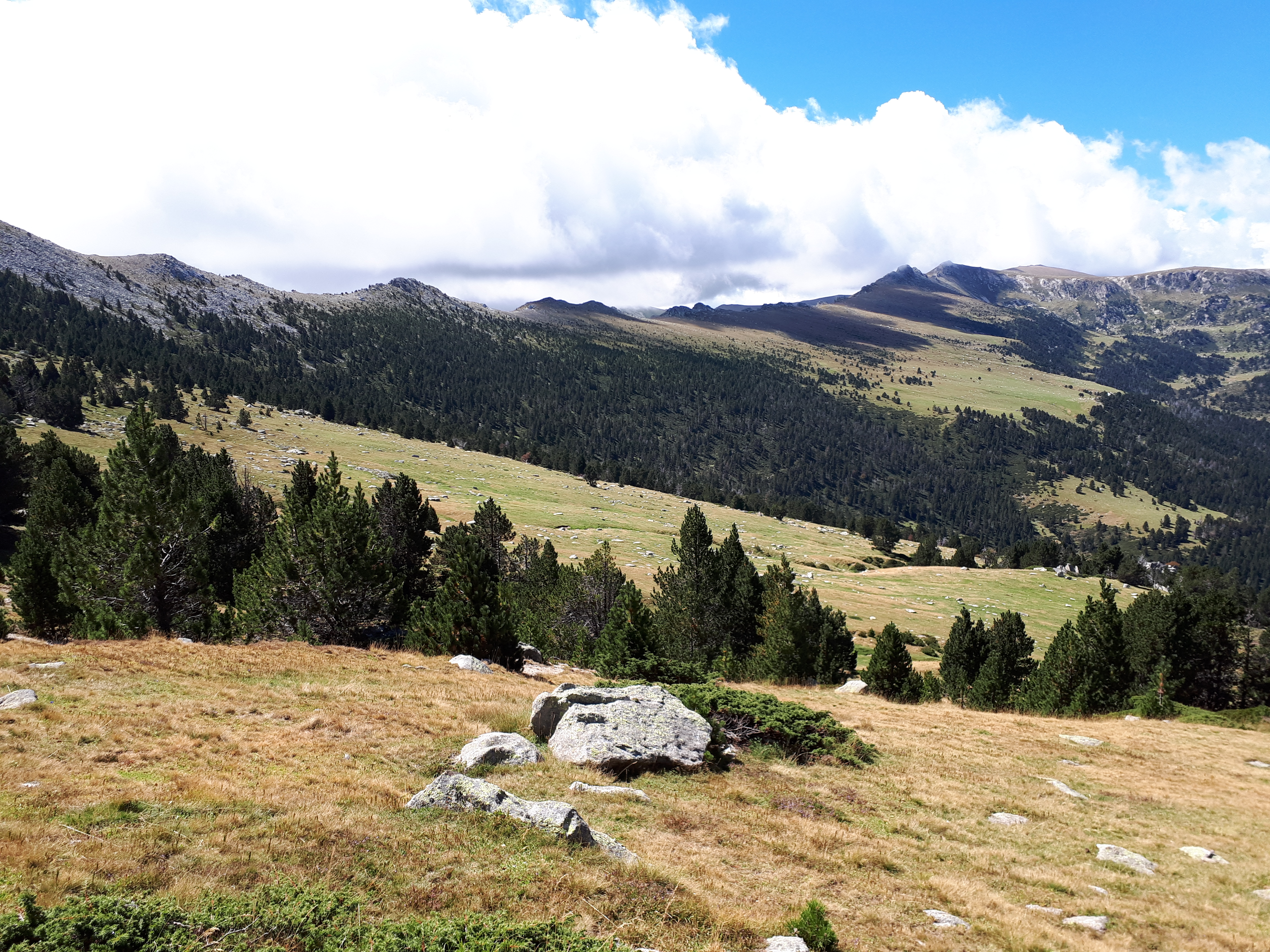
Les Esquerdes de Rotjà, côté nord ; au fond à droite : les sources de la Rotjà.
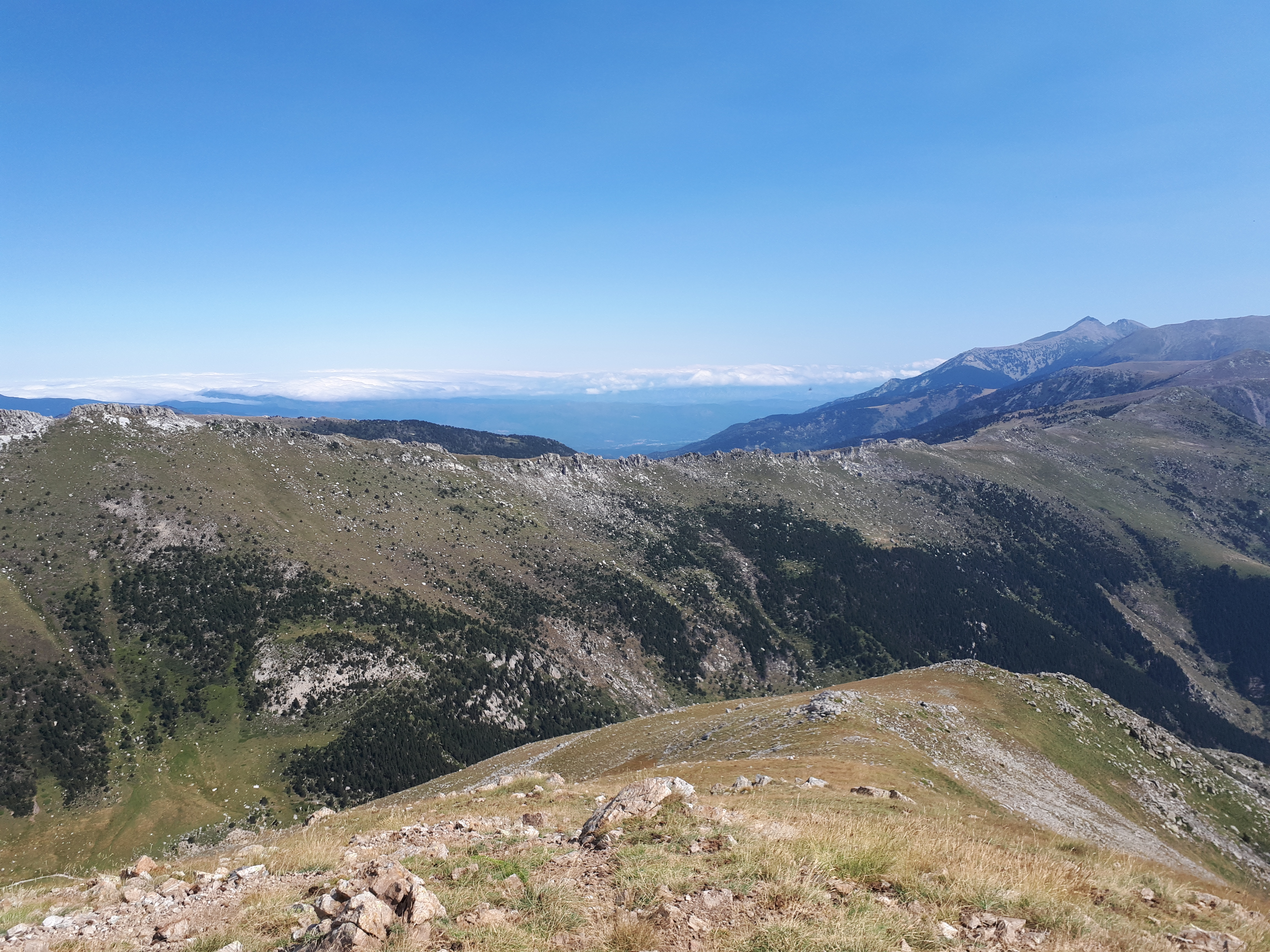
Les Esquerdes de Rotjà, côté sud, depuis le pic de Costabonne. Au fond : le pic du Canigou.
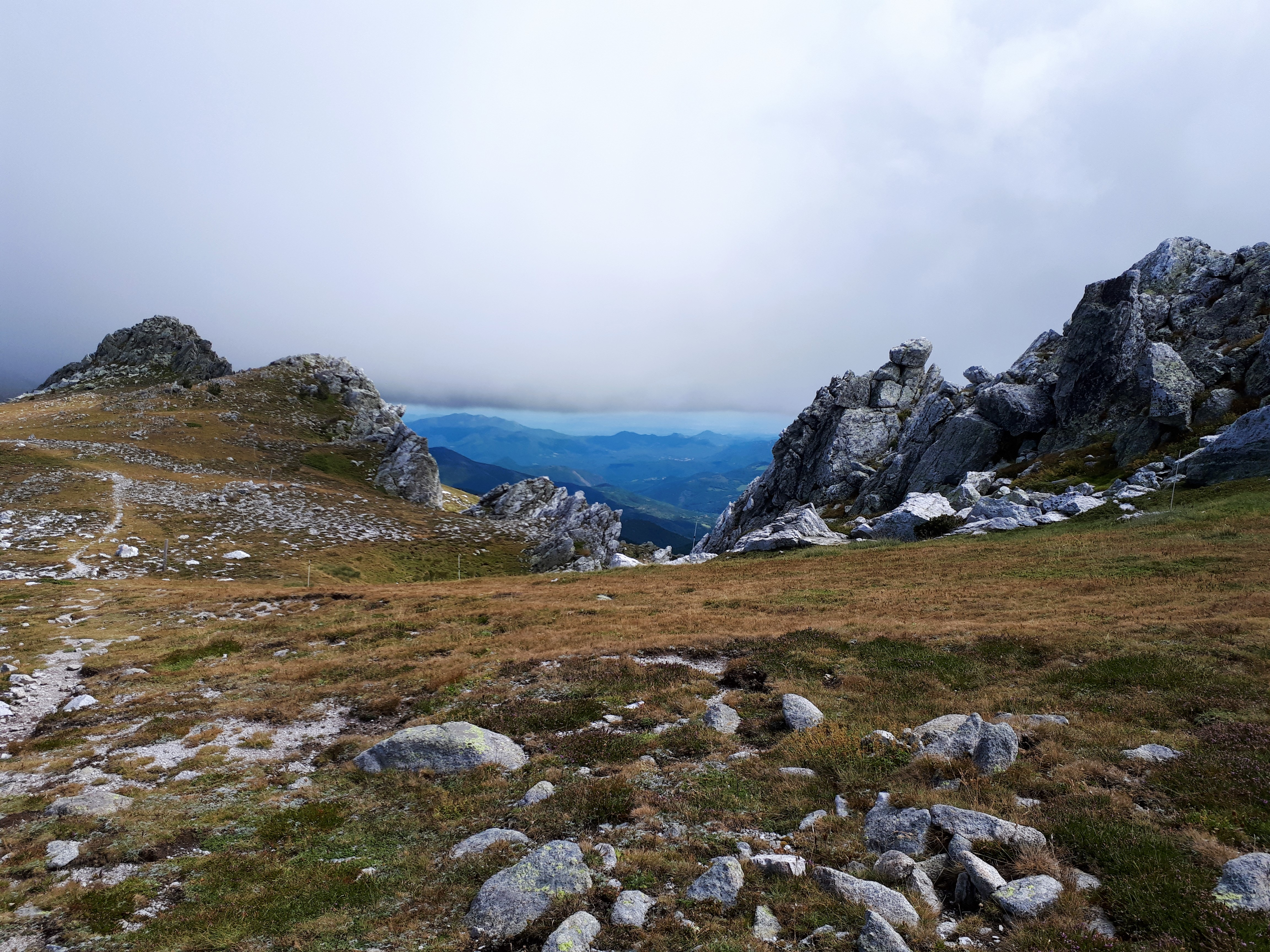
La barre rocheuse de quartz des Esquerdes de Rotjà ; au premier plan, au sol : des blocs de granite.